# Cas Ruffelse

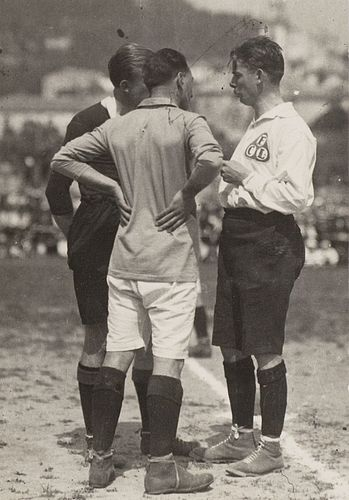
Cas Ruffelse (rechts) und Renzo De Vecchi (mit dem Rücken zur Kamera) vor dem Anstoß zum Länderspiel Italien–Niederlande am 13. Mai 1920 in Genua.

Caspar Wilhelmus „Cas“ Ruffelse (* 9. Februar 1888 in Rotterdam; † 9. September 1958) war ein niederländischer Fußballspieler. Er bestritt acht Länderspiele für die niederländische Fußballnationalmannschaft und erzielte dabei drei Tore.
Nach dem Ersten Weltkrieg spielte er vorübergehend bei Altona 93 und 1923 bestritt er zwei Partien für den Hamburger SV, dies jedoch ohne Freigabe, was dem HSV eine Strafe von 500 Millionen (sic) Reichsmark einbrachte, allerdings in Zeiten der Hyperinflation, in der auch Banknoten im Werte von 50 Millionen Mark im Umlauf waren.